# Yoshikazu Kamigaito
Sensei Yoshikazu Kamigaito, 6e dan de karaté wado-ryu, exerça une certaine influence sur le développement du Wado-ryu en Belgique et au Luxembourg.

## Biographie
Originaire du centre du Japon, il se mit d'abord à la pratique du Nippon Kempo. Il pratiqua également le Shotokan, le Goju Ryu et le Shito ryu. Il tomba finalement sur le Wado-ryu.